# Papa Malick Diop
Papa Malick Diop (ur. 25 października 1944 w Dakarze, zm. 24 czerwca 2013 tamże) – senegalski koszykarz, reprezentant kraju, dwukrotny olimpijczyk.
Uczestnik IO 1968 i IO 1972. Łącznie podczas tych turniejów wystąpił we wszystkich 17 meczach, w których zdobył 43 punkty (19 w Meksyku i 24 w Monachium). W Meksyku popełnił 14 przewinień, zaś w 1972 roku 17. Ponadto w Monachium uzyskał 11 zbiórek (w tym 3 ofensywne i 8 defensywnych).
Na obu imprezach zajmował wraz z drużyną 15. miejsce. Oba turnieje przebiegały dla Senegalu podobnie, przegrywali bowiem wszystkie siedem meczów grupowych i grali w turniejach o miejsca 13–16. Spotkania o miejsca 13–14 przegrywali, więc jako pokonani grali na obu turniejach o przedostatnie miejsce. W Meksyku wygrali z drużyną Maroka (42–38), zaś w Monachium wygrali z Egipcjanami walkowerem (mecz o przedostatnie miejsce się nie odbył, gdyż mająca w nim grać drużyna Egiptu wyjechała z Niemiec przed zakończeniem turnieju (w związku z masakrą izraelskich sportowców)).